# أدب إسلامي
الأَدَبُ في الإسلامِ أو الأَدَبُ الإِسلامِيُّ لقد فتح الدين الإسلامي للأدب العربي أفقاً جديداً بما أتاه به من معانٍ جديدة، كما أنه مَهَرَ اللغة العربية بألفاظ جديدة. وكان الأثر الأكبر للقرآن، ويلحق بالقرآن الحديث، وهو ما ورد عن محمد من قولٍ قاله، أو حكاية فعل فعله؛ وقد أضيف إلى ذلك أخبارًا نُقِلت عن الصحابة.
يمكن تقسيم الأدب الإسلامي حسب العهود التاريخية التي مرت عليه إلى:
1. العهد الراشدي والأموي (622-750 م / 1-132 هـ).
2. العهد العباسي (750 ـ 1258م/ 132 ـ 656 هـ).
3. العهد التركي (1258 ـ 1798م / 656 ـ 1213 هـ).
4. عهد النهضة الذي يمتد خصوصاً من أواخر القرن الثامن عشر إلى اليوم.[1]

## العهد الراشدي والأموي

### أثر القرآن والحديث في اللغة والأدب

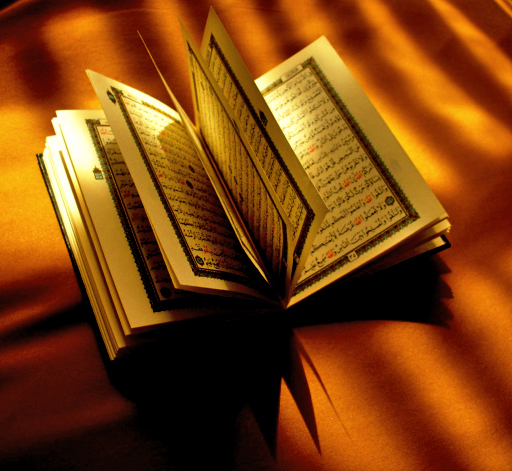
المصحف

كان القرآن من عوامل توحيد اللغة وفرض لغة قريش وتوسيع دائرتها، وكان أقوى الأسباب التي عملت على حفظ اللغة العربية حيةً وعلى نشرها في الأمصار؛ كما كان من أسباب تهذيب الألفاظ وتليين الأساليب. وهو أساس العلوم الدينية الإسلامية كالفقه والتفسير والعلوم اللغوية والبيانية والنحوية عند العرب.
أما الحديث عند المسلمين في المنزلة الثانية من القرآن في ما يتعلق بالدين وما إليه؛ فهو يبين ما ورد في القرآن مجملاً، ويوضحه ويفصّله. ولم يُدوّن الحديث إلا منذ القرن الثاني للهجرة (القرن الثامن). وهو ذو بلاغة رفيعة وروعة بيان جليلة. وقد كان له أثر عظيم في اللغة والأدب، إذ وسّع المادة اللغوية بإدخال ألفاظ فقهية ودينية، وتعبيرات جديدة، وساعد القرآن على حفظ اللغة ونشرها.

### خروج العرب من جزيرتهم
خرج العرب من جزيرتهم على أثر الفتوح، واختلطوا بشعوب ذات مدنيات مختلفة، ووارثة لحضارات الأمم القديمة، ومكوّنة من أجناس مختلفة سامية وحامية وآرية ذات عقليات ونزعات متباينة. وأهم تلك الشعوب الفرس والروم. ولئن سبق للعرب بعض اتصال بهم، فما كان ذلك عميقاً؛ أما الآن فقد أصبح الامتزاج شديداً، تداخلت به اللغات والأفكار والعقائد. فتوسعت بذلك آفاق العرب، وتسربت إليهم عادات الفرس والروم، ونظمهم الاجتماعية والسياسية، فأخذوا منها ما راقهم وتمشّى مع أذواقهم، كتدوين الدواوين وتنظيم الجيوش. وزادت ثقافات تلك الأمم الثقافية العربية ثروةً وغنى، فوسّعت العقل العربي بتراثها الثقافي الضخم، وإذا اللغة الفارسية والرومية، والفقه الروماني والحكمة اليونانية، وإذا أساليب الفرس واليونان الكتابية، وإذا هذه وأشياء أخرى تُبقي أثراً في لغة العرب وتشريعهم وأساليبهم الكتابية، وفي تفكيرهم، ولا سيما وأنا الموالي الذين أبعدوا عن مناصب الدولة، قد انصرفوا إلى العلوم الشرعية والفنون الأدبية، فكان منهم رجال الفقه، وكتبة الدواوين والشعراء والعلماء؛ وأبقوا في الثقافة العربية أثراً كبيراً.